# Rucentra smetanai
Rucentra smetanai là một loài bọ cánh cứng trong họ Cerambycidae.